# Tour de Colombie 1964
Le Tour de Colombie 1964, qui se déroule du 8 au 28 juin 1964, est une épreuve cycliste remportée par le Colombien Martín Emilio Rodríguez, épreuve qu'il avait déjà gagnée lors de l'édition précédente. Cette course est composée de 19 étapes.

## Étapes
Le XIV Tour de Colombie est composé de 19 étapes, avec une longueur totale à parcourir de 2 445 km pour les 63 cyclistes présents au départ.